# Imogen Heaps diskografi
Imogen Heap är en brittisk sångerska och musiker. Hon har gett ut fyra studioalbum, fem EP-skivor och nio singlar.

## Studioalbum
| Titel                                                  | Albuminformation                                                                                     | Högsta listplaceringar | Högsta listplaceringar | Högsta listplaceringar | Högsta listplaceringar | Högsta listplaceringar | Högsta listplaceringar | Certifikat               |
| Titel                                                  | Albuminformation                                                                                     | UK                     | USA                    | USA Elec               | USA Rock               | USA Heat               | KAN                    | Certifikat               |
| ------------------------------------------------------ | --- | ---------------------- | ---------------------- | ---------------------- | ---------------------- | ---------------------- | ---------------------- | ------------------------ |
| I Megaphone                                            | - Släppt: 16 juni 1998 - Skivbolag: Almo Sounds/Aozora Records - Format: CD, kassettband             | —                      | —                      | —                      | —                      | —                      | —                      |                          |
| Speak for Yourself                                     | - Släppt: 18 juli 2005 - Skivbolag: Megaphonic/RCA/White Rabbit - Format: CD, digital nedladdning    | —                      | 145                    | 2                      | —                      | 1                      | —                      | - KAN: Guld - RIAA: Guld |
| Ellipse                                                | - Släppt: 24 augusti 2009 - Skivbolag: Megaphonic/RCA/White Rabbit - Format: CD, digital nedladdning | 39                     | 5                      | 1                      | 4                      | —                      | 4                      |                          |
| Sparks                                                 | - Släppt: 18 augusti 2014 - Skivbolag: Megaphonic/RCA - Format: CD, LP, digital nedladdning          | 40                     | 21                     | 1                      | —                      | —                      | —                      |                          |
| "—" betecknar en utgivning som inte gick in på listan. | |                        |                        |                        |                        |                        |                        |                          |

## EP-skivor
| Titel                                                                 | Albuminformation                                                                 |
| --------------------------------------------------------------------- | -------------------------------------------------------------------------------- |
| Live Session EP (iTunes Exclusive)                                    | - Släppt: 8 augusti 2006 - Skivbolag: Megaphonic - Format: Digital nedladdning   |
| iTunes Festival: London '07- Imogen Heap: An Evening with I Megaphone | - Släppt: 11 december 2009 - Skivbolag: Megaphonic - Format: Digital nedladdning |
| MTV Live Sessions                                                     | - Släppt: 12 februari 2010 - Skivbolag: Megaphonic - Format: Digital nedladdning |
| Live Charity Improvisations: North American Tour 2010                 | - Släppt: 29 oktober 2010 - Skivbolag: Megaphonic - Format: Digital nedladdning  |

## Singlar
| År                                                     | Titel                                     | Högsta listplaceringar | Högsta listplaceringar | Högsta listplaceringar | Högsta listplaceringar | Högsta listplaceringar | Album                          |
| År                                                     | Titel                                     | UK                     | KAN                    | ITA                    | USA                    | USA Pop                | Album                          |
| ------------------------------------------------------ | ----------------------------------------- | ---------------------- | ---------------------- | ---------------------- | ---------------------- | ---------------------- | ------------------------------ |
| 1998                                                   | "Getting Scared"                          | —                      | —                      | —                      | —                      | —                      | I Megaphone                    |
| 1998                                                   | "Shine"                                   | —                      | —                      | —                      | —                      | —                      | I Megaphone                    |
| 1998                                                   | "Come Here Boy"                           | —                      | —                      | —                      | —                      | —                      | I Megaphone                    |
| 2005                                                   | "Hide and Seek" [A]                       | 125                    | —                      | 21                     | —                      | 91                     | Speak for Yourself             |
| 2006                                                   | "Goodnight and Go"                        | 56                     | —                      | —                      | —                      | —                      | Speak for Yourself             |
| 2006                                                   | "Headlock"                                | 74                     | —                      | —                      | —                      | —                      | Speak for Yourself             |
| 2008                                                   | "Not Now But Soon"                        | —                      | —                      | —                      | —                      | —                      | Heroes: Original Soundtrack[B] |
| 2009                                                   | "First Train Home"                        | —                      | 63                     | —                      | 106                    | —                      | Ellipse                        |
| 2011                                                   | "Lifeline"                                | —                      | —                      | —                      | —                      | —                      | Sparks                         |
| 2011                                                   | "Propeller Seeds"                         | —                      | —                      | —                      | —                      | —                      | Sparks                         |
| 2011                                                   | "Neglected Space"                         | —                      | —                      | —                      | —                      | —                      | Sparks                         |
| 2011                                                   | "Minds Without Fear" (med Vishal-Shekhar) | —                      | —                      | —                      | —                      | —                      | Sparks                         |
| 2012                                                   | "Xizi She Knows"                          | —                      | —                      | —                      | —                      | —                      | Sparks                         |
| 2012                                                   | "You Know Where to Find Me"               | —                      | —                      | —                      | —                      | —                      | Sparks                         |
| 2013                                                   | "Telemiscommunications" (med deadmau5)    | —                      | —                      | —                      | —                      | —                      | Sparks                         |
| 2014                                                   | "Run-Time"                                | —                      | —                      | —                      | —                      | —                      | Sparks                         |
| 2014                                                   | "Entanglement"                            | —                      | —                      | —                      | —                      | —                      | Sparks                         |
| "—" betecknar en utgivning som inte gick in på listan. |                                           |                        |                        |                        |                        |                        |                                |

Kommentarer
- A^ "Hide and Seek" uppnådde guldcertifikat enligt RIAA den 3 april 2009.[12]
- B^ "Not Now But Soon" släpptes senare på den japanska utgåvan av Ellipse.